# Polyrhachis arnoldi
Polyrhachis arnoldi é uma espécie de formiga do gênero Polyrhachis, pertencente à subfamília Formicinae.